# Haechan
Lee Dong-hyuck (hangul: 이동혁  ; nascido em 6 de junho de 2000), conhecido profissionalmente como Haechan, é um cantor e dançarino sul-coreano. Ele é integrante do grupo sul-coreano NCT e das subunidades NCT 127, NCT U e NCT Dream.

## Discografia

### Créditos de composição
Todos os créditos das canções são adaptados do banco de dados da Korea Music Copyright Association, salvo indicação em contrário.
| Ano  | Artista        | Canção             | Álbum                     | Letrista  | Letrista                                                                            | Compositor | Compositor        |
| Ano  | Artista        | Canção             | Álbum                     | Creditada | Com                                                                                 | Creditada  | Com               |
| ---- | -------------- | ------------------ | ------------------------- | --------- | ----------------------------------------------------------------------------------- | ---------- | ----------------- |
| 2023 | NCT Dream      | "Like We Just Met" | ISTJ                      | Yes       | Allegro, Robbie Jay, Dan Johnson, Mark, Jeno, Jaemin                                | Não        | N/A               |
| 2023 | Taeil, Haechan | "N.Y.C.T"          | Adicionado à nenhum álbum | Yes       | Taeil                                                                               | Yes        | 연수, Taeil, Deez |
| 2024 | NCT Dream      | "Flying Kiss"      | DREAMSCAPE                | Yes       | Ronny Svendsen, Louise Lindberg, Adrian Thesen, Henrik Heaven                       | Não        | N/A               |
| 2024 | NCT Dream      | "Best of Me"       | DREAMSCAPE                | Yes       | Aaron Theodore Berton, Matthew Crawford, Taylor Ryan Dolletzki, Jacob Connor Plough | Não        | N/A               |

## Ligações Externas
- Commons